# Бажанов, Михаил Дмитриевич
Михаил Дмитриевич Бажанов (1920—1997) — советский солдат, участник Великой Отечественной войны, полный кавалер ордена Славы.
Командир миномёта 4-й батареи 483-го миномётного полка, младший сержант.

## Биография
Родился в 1920 году селе Тятяковка ныне Новомосковского района Тульской области. Русский. Окончив начальную школу, трудился в колхозе. В 1938 году переехал в Москву, где работал грузчиком на мясокомбинате.
В РККА — с октября 1940 года (призван Подольским РВК Московской области). Участник Великой Отечественной войны на Сталинградском (февраль 1942 — март 1943), Южном (с мая 1943), 4-м Украинском, 1-м Прибалтийском и 3-м Белорусском фронтах.
В январе 1943 года легко ранен. 29 августа 1943 года в бою под Покрово-Киреевский миномётный номер 4-й батареи 2-го дивизиона 483-го миномётного полка 2-й гвардейской армии Южного фронта гвардии красноармеец М. Д. Бажанов в составе своего миномётного расчёта уничтожил одну бронемашину противника и рассеял до роты пехоты противника. За что был награждён медалью «За отвагу» (27 сентября 1943).
За бои на реках Миус и Молочная в декабре 1943 года был награждён орденом Славы III степени (10 февраля 1944).
Член ВКП(б) с сентября 1944 года. 12 октября 1944 года в районе Укпелькен (Восточная Пруссия) противник перешёл в контратаку при поддержке самоходных орудий и бронетранспортёров с целью перерезать железную дорогу Тильзит-Мемель. Прорвав передний край советских войск, ударная группировка вышла на правый фланг в район 4-й миномётной батареи, где красноармеец М. Д. Бажанов работал наводчиком одного из миномётов. Одно из самоходный орудий открыло огонь в упор по миномётному расчёту М. Д. Бажанова. В критической ситуации Бажанов не растерялся и открыл ответный огонь, меткими выстрелами сковав действия самоходного орудия. В результате скоротечной дуэли Бажанов уничтожил 19 солдат противника и 1 бронетранспортёр. Контратака была отбита. По оценке командира 483-го армейского миномётного полка гвардии подполковника Ковальчука, «в этом бою тов. Бажанов проявил исключительную выдержку и смелость». Награждён орденом Славы II степени (1 декабря 1944).
17 апреля 1945 года командир миномёта 4-й батареи 483-го армейского миномётного полка 2-й армии 3-го Белорусского фронта младший сержант М. Д. Бажанов отличился в боях в Восточной Пруссии. Наткнувшись на пулемётный огонь в районе южнее Тенкиттен (ныне Лётное Романовского сельского совета Зеленоградского района Калининградской области), советская пехота залегла. Выдвинув миномёт на открытую позицию, расчёт М. Д. Бажанова меткими выстрелами подавил пулемётную точку противника и завязал миномётно-артиллерийскую дуэль с немецким орудием. Заменив раненого наводчика, контуженному Бажанову удалось за 5 минут подавить и это орудие противника. За этот эпизод награждён орденом Славы I степени.

## Награды
- орден Славы I степени (4 июля 1945)
- орден Славы II степени (1 декабря 1944)
- орден Славы III степени (10 февраля 1944)
- медали, в том числе:
  - медаль «За отвагу» (27 сентября 1943)
  - медаль «За победу над Германией в Великой Отечественной войне 1941—1945 гг.»